# Rampan
Rampan település Franciaországban, Manche megyében. Lakosainak száma 227 fő (2022. január 1.). Rampan Agneaux, Thèreval, La Meauffe, Saint-Georges-Montcocq és Pont-Hébert községekkel határos.

## Népesség
A település népessége az elmúlt években az alábbi módon változott:
| Lakosok száma | 206  | 223  | 254  | 219  | 218  | 210  | 204  | 201  | 210  | 227  |
|               | 1968 | 1982 | 1990 | 2006 | 2013 | 2015 | 2017 | 2019 | 2020 | 2022 |